# Dolnji Senik
Dolnji Senik (madžarsko Alsószölnök, prekmursko Dolenji Senik, nemško Unterzemming, latinsko Zelnuk Inferior) je naselje na Madžarskem, ki spada pod občino Monošter. Leži okoli 7 km od Monoštra.
Naselje je narodnostno raznoliko, saj tu živijo Porabski Nemci, Porabski Slovenci in Madžari.
Na Dolnjem Seniku je bil župnik Jožef Košič (1788-1867) pisatelj in etnolog, in Jožef Sakovič (1874-1930) vnet borec za slovenski (prekmurski) jezik.
Od leta 1815 je na Dolnjem Seniku deloval šolmošter Jóšef Vogrin, ki se je rodil na Štajerskem in študiral v Mariboru. V tistem času je bil Vogrin edini učitelj v Slovenski krajini, ki ni bil prekmurski Slovenec.